# Temporada de tifones del Pacífico de 1931
Hubo 30 ciclones tropicales en el Océano Pacífico occidental en 1931, incluidos 19 tifones, así como uno que se desarrolló en diciembre del año anterior. El tifón más importante fue el que azotó el este de China cerca de Shanghái en medio de las peores inundaciones registradas en el país. Las fuertes lluvias provocaron el colapso de los diques a lo largo del Gran Canal, matando a unas 300.000 personas, incluidas unas 2.000 personas durante la noche en la ciudad de Gaoyou.

## Sistemas

### enero a julio
El 30 de diciembre, se formó un ciclón tropical al sur de Guam y avanzó hacia el oeste. Un día después, el sistema pasó cerca de Yap. El 2 de enero, el tifón atravesó el sur de Filipinas, cruzando Leyte, las islas Camotes, el norte de Cebú, el norte de la Región de Negros y el centro de Panay. Mientras la tormenta estaba cerca, Dumalag, Cápiz registró una presión mínima de 983 mbar (29,02 inHg). Los vientos en Cebú alcanzaron los 118,7 km/h (73,8 mph). El tifón se debilitó en el Mar de la China Meridional del 5 al 6 de enero. En todo el archipiélago, el tifón hundió dos barcos, dejó a miles sin hogar y mató al menos a 31 personas. Los daños en Filipinas ascendieron a unos 6 millones de pesos, lo que llevó al gobernador general a pedir a los residentes dinero para un fondo especial para tifones. La Cruz Roja Americana donó unos 20.000 pesos para ayudar en la recuperación.
Una depresión se formó al noroeste de Guam el 6 de mayo. Se movió generalmente hacia el norte, pasando al oeste de las Islas Ogasawara antes de curvarse hacia el noreste. Se observó por última vez el 8 de mayo.
Un tifón se formó en el Mar de China Meridional el 4 de junio. Se movió hacia el noreste y pasó cerca de la costa este de Taiwán. La tormenta cruzó las islas Ryukyu del norte y se observó por última vez el 9 de junio.
Otro tifón se formó en el Mar Oriental de China el 11 de junio. La tormenta se movió en una dirección general noreste, pasando sobre las islas Ryukyu del norte. Se observó por última vez el 14 de junio.
Un ciclón tropical se originó en el Mar de China Meridional el 10 de julio. Un día después, la tormenta se movió sobre el sureste de China.
Otro ciclón tropical se observó por primera vez sobre el Pacífico abierto el 16 de julio. Se movió hacia el noroeste y golpeó el este de China cerca de Shanghái, se tomó nota por última vez el 18 de julio.
Existía una depresión al este de Filipinas el 29 de julio. Dirigido por una cresta hacia el norte sobre Japón, el sistema se movió hacia el noroeste, rozando el extremo norte de Luzón antes de ingresar al Mar de China Meridional. A primeras horas del 1 de agosto, una estación en las Islas Pratas registró una presión mínima de 988 mbar (29,17 inHg) mientras el tifón pasaba cerca. A medida que la tormenta se acercaba al sureste de China, el Observatorio de Hong Kong emitió una señal de advertencia número 10 , que es el nivel más alto de advertencia; esta fue la primera ocasión en que la agencia emitió una advertencia número 10 desde que adoptó un nuevo sistema el año anterior. A última hora del 1 de agosto, el tifón tocó tierra entre Hong Kong y Macao y debilitado sobre la tierra al día siguiente. Las altas olas dañaron el final del primer Queen's Pier y hundieron cuatro barcos. Las ráfagas de viento en la colonia alcanzaron los 218 km / h (136 mph). Los fuertes vientos destruyeron los techos de varios edificios, destruyendo por completo cuatro viviendas. Hubo seis muertes en Hong Kong, así como cuatro heridos.

### agosto
Del 3 al 5 de agosto, existió un ciclón tropical de corta duración al sur de Japón; la tormenta se movió hacia el noroeste hacia las islas Ryukyu antes de volver hacia el noreste.
Un tifón se observó por primera vez el 5 de agosto al sur de Guam. La tormenta se movió hacia el oeste y luego hacia el noroeste, volvió hacia el noreste y luego volvió hacia el noroeste, dirigida por una cresta hacia el norte. La pista trajo el tifón sobre las islas Ryukyu del sur, donde el tifón destruyó alrededor de 10,000 casas, diezmó cultivos y mató a 15 personas. La isla Ishigaki registró una presión mínima de 986 mbar (29,11 inHg). Luego, el tifón pasó al norte de Taiwán, produciendo vientos estimados de 160 km/h (100 mph). La tormenta azotó la China continental entre Fuzhou y Wenzhou el 11 de agosto y finalmente se debilitó sobre la provincia de Guizhou en el centro de China. La goleta Kwongsang, con destino de Shanghai a Shantou , se hundió en el tifón con 57 personas a bordo y solo cuatro sobrevivientes. Varios otros barcos resultaron dañados.
Del 7 al 12 de agosto, persistió un área de baja presión en el Mar de China Meridional, lo que provocó fuertes lluvias en Filipinas. Durante un período de nueve días, el sistema dejó caer 1.036,5 mm (40,81 pulgadas) de lluvia en Manila, lo que provocó la peor inundación en la ciudad en 26 años, junto con mareas superiores a lo normal. Esto dejó a unas 4.000 personas sin hogar. El sistema se movió hacia el norte a través del Mar de China Meridional y comenzó a intensificarse el 12 de agosto. Tres días después, el sistema se fortaleció hasta convertirse en un tifón y pasó cerca de Pratas, que registró una presión mínima de 986 mbar (29,13 inHg). El 17 de agosto, el tifón se trasladó a la costa del sur de China entre Hong Kong y Shantou, y se debilitó gradualmente sobre la tierra, disipándose el 20 de agosto.
El 9 de agosto, comenzó a desarrollarse un ciclón tropical entre las Islas Carolinas y las Islas Marianas. Durante varios días, la trayectoria fue incierta, hasta que comenzó una trayectoria más constante hacia el noroeste el 15 de agosto. La tormenta cruzó las Islas Ryūkyū el 17 de agosto y luego giró hacia el noreste en el Mar Amarillo. La tormenta atravesó la península de Corea y se disipó el 19 de agosto.

#### Tifón de Shanghái
Un ciclón tropical comenzó a desarrollarse entre Yap y Guam el 14 de agosto. Inicialmente se desvió hacia el norte, y luego comenzó una trayectoria oeste-noroeste el 19 de agosto. El tifón se curvó hacia el noroeste, golpeando Okinawa el 24 de agosto. Una estación en Naha registró un presión mínima de 963 mbar (28,50 inHg). Después de cruzar el Mar de China Oriental, el tifón se curvó hacia el norte y golpeó la costa este de China cerca de Ningbo el 25 de agosto. La tormenta pasó al este de Shanghái, trayendo vientos estimados de 160 km/h (100 mph) a la ciudad. El SS President Cleveland superó el tifón a lo largo del río Huangpu y registró una presión de 966 mbar (28,53 inHg). Después de afectar a China, el tifón volvió hacia el noreste, atravesando el Mar Amarillo, la península del norte de Corea, el Mar de Japón y, finalmente, el Estrecho de La Pérouse. El tifón se observó por última vez el 28 de agosto.
En Shanghai, los fuertes vientos derribaron cientos de árboles. Antes del tifón, las fuertes lluvias en China provocaron las inundaciones más mortíferas del mundo en el siglo XX, con grandes áreas inundadas a lo largo de los principales ríos del país. El 26 de agosto, las olas generadas por el viento del tifón rompieron las paredes de los diques a lo largo del lago Gaoyou. Hubo 15 roturas en los diques a lo largo del Gran Canal, que inundaron una porción de 25,900 km2 (10,000 millas cuadradas) del norte de Jiangsu, incluidas 80 ciudades, matando a 300,000 personas, según informes de noticias contemporáneos. En la ciudad de Gaoyou, la rotura del dique mató a 2.000 personas en medio de la noche. En 2005, se inauguró el museo Gaoyou Flood de 1931, con fotografías aéreas de las inundaciones, tomadas por Charles Lindbergh. En Corea, el tifón mató a 40 personas, con 770 pescadores reportados como desaparecidos después del paso de la tormenta.

### septiembre
El 1 de septiembre, se observó por primera vez un ciclón tropical cerca de la costa sur de China. El sistema se movió hacia el oeste, cruzando Hong Kong hacia China continental el 3 de septiembre. En Hong Kong, el tifón produjo ráfagas de viento de 151 km / h (94 mph) y una presión mínima de 986 mbar (29,13 inHg). El sistema se trasladó tierra adentro y se observó por última vez sobre Jiangxi el 11 de septiembre.
Un ciclón tropical se formó al oeste de Guam el 2 de septiembre y se embarcó en dirección oeste-noroeste. El 10 de septiembre, el tifón atravesó el sur de las islas Ryukyu hacia el este de China, donde giró hacia el noreste. La tormenta golpeó la isla japonesa de Kyushu . Posteriormente, la tormenta cruzó el Estrecho de Corea hacia el Mar de Japón, donde mató al menos a 100 pescadores después de que sus barcos volcaran. La tormenta se notó por última vez el 13 de septiembre después de pasar cerca del norte de Japón.
Un ciclón tropical existió del 7 al 9 de septiembre, originándose al noreste de Filipinas y moviéndose en dirección noreste. [22] Posiblemente relacionado con la tormenta es un tifón que golpeó el barco Patrick Henry al sureste de Tokio, que registró una presión de 959 mbar (28,32 inHg). La tormenta se notó por última vez el 12 de septiembre.
El 16 de septiembre, se desarrolló una tormenta en el Mar de China Oriental. Se movió en dirección noreste y se observó por última vez el 20 de septiembre.
El 18 de septiembre, un ciclón tropical se originó al este de Filipinas. El tifón se movió hacia el oeste y golpeó a Samar dos días después de su formación. En Dáet, Camarines Norte se registró una presión de 975 mbar (28,80 inHg), la más baja registrada en el archipiélago filipino. El tifón giró hacia el norte, golpeando el este de Luzón el 21 de septiembre y Taiwán el 23 de septiembre. Se aceleró hacia el noreste, atravesando el oeste de Japón y la Isla de Sajalín; el otror poderoso tifón se notó por última vez el 28 de septiembre. Los periódicos describieron el número de muertos de "más de 100" a "más de 1.000", con 1.346 casas y 203 barcos hundidos en el área de Tokio.

### octubre
Un ciclón tropical se formó cerca del Macclesfield Bank el 1 de octubre. Se movió generalmente hacia el noroeste en el Mar de China Meridional, y se observó por última vez el 4 de octubre al sur de Hainan.
Del 3 al 7 de octubre, existió un ciclón tropical al este de Filipinas, que permaneció sobre el agua durante toda su existencia.
El 5 de octubre, un ciclón tropical se originó al sur de Guam. El tifón se movió en una trayectoria general hacia el noroeste durante aproximadamente una semana, volviendo hacia el noreste después del 12 de octubre. Se movió a través del centro de Japón, trayendo fuertes lluvias y fuertes vientos que causaron pérdidas de vidas. El tifón se observó por última vez el 14 de octubre.
Un ciclón tropical de la intensidad de un tifón existió en el Mar de China Meridional el 9 de octubre. Moviéndose hacia el noroeste, el tifón azotó el centro de Vietnam el 11 de octubre.
El 13 de octubre, se originó un ciclón tropical entre Yap y Guam. El sistema se movió hacia el oeste y luego hacia el noroeste, pasando al norte de Luzón, donde las fuertes lluvias causaron las peores inundaciones en Aparrí en 23 años, así como en el Valle del Cagayán. Un barco en San Vicente informó una presión mínima de 975 mbar (28,78 inHg), lo que indica la intensidad del tifón. El 20 de octubre, la tormenta se debilitó y se disipó en el Mar de la China Meridional.
Una depresión se originó al noreste de Yap el 20 de octubre. Se movió hacia el noroeste durante cuatro días y luego volvió hacia el noreste con la intensidad de un tifón. La tormenta arrasó un barco que estaba en la costa de las Islas Ogasawara. El tifón se observó por última vez el 27 de octubre al este de Japón.

### noviembre
Ya el 3 de noviembre, se desarrolló un ciclón tropical al norte de Yap. La tormenta se movió hacia el oeste y luego hacia el noroeste a medida que se acercaba a Filipinas, atravesando el norte de Filipinas el 7 de noviembre. Un barco en Infanta en la costa oeste de Luzón informó una presión de 976 mbar (28,85 inHg), lo que indica la intensidad del tifón. La tormenta continuó a través del Mar de China Meridional y se observó por última vez al sureste de Hainan el 10 de noviembre.
Otro ciclón tropical se desarrolló en la misma zona que la tormenta anterior del 6 al 7 de noviembre. Después de que la tormenta se movió hacia el oeste, su trayectoria se volvió hacia el noroeste. El 10 de noviembre, el tifón azotó el este de Luzón al sur de Echagüe, donde un barco informó una presión de 977 mbar (29,09 inHg). La tormenta atravesó el Mar de China Meridional y se trasladó a la costa de China al este de Hong Kong el 12 de noviembre.
El 13 de noviembre, se observó un ciclón tropical al este de Luzón. La tormenta se movió hacia el noroeste, giró hacia el norte el 15 de noviembre y volvió hacia el noreste. Fue observado por última vez el 18 de noviembre.
Un ciclón tropical se desarrolló al sur de Guam el 16 de noviembre. Se movió hacia el oeste durante unos días, pero se curvó gradualmente hacia el norte y el noreste. Una estación en Oaogarizima informó una presión de 985 mbar (29,10 inHg), lo que indica la intensidad del tifón. Se observó por última vez el 24 de noviembre.

### diciembre
El 3 de diciembre, un ciclón tropical se originó al sureste de Yap. La tormenta se movió hacia el noroeste y luego hacia el oeste. El 5 de diciembre, el tifón azotó el este de Filipinas cerca de Catbalogan en Samar; una estación allí informó una presión de 979 mbar (28,92 inHg). En Catbalogan, el tifón mató a dos personas y destruyó más de 100 casas. El tifón pasó más tarde cerca de Cápiz y Culión. Mientras atravesaba Filipinas, la tormenta arrastró dos barcos a tierra. La tormenta se observó por última vez el 8 de diciembre.
Otro ciclón tropical, posiblemente relacionado con el anterior, se observó en el Mar de China Meridional el 7 de diciembre cerca de las Islas Paracel. Se movió al noroeste al principio, y luego se volvió hacia el noreste, disipándose el 9 de diciembre al norte de la isla Pratas.
Una depresión emergió de China al Mar Amarillo el 8 de diciembre. Se trasladó a través de la Península de Corea, el Mar de Japón y hacia el este en el Pacífico; se observó por última vez el 10 de diciembre. Hubo otra depresión del 9 al 10 de diciembre, que se movió en dirección noreste desde el Mar de China Oriental. La depresión final de la temporada se formó al este de las islas Ryukyu el 11 de diciembre. Se rastreó hacia el noreste y se observó por última vez el 13 de diciembre.